# ماريو بولاتي
ماريو أرييل بولاتي (بالإسبانية: Mario Ariel Bolatti)‏ من مواليد (17 فبراير 1985 في محافظة قرطبة الأرجنتينية ، هو لاعب كرة قدم أرجنتيني دولي يلعب بمركز لاعب وسط ، لعب مع نادي إنترناسيونال البرازيلي عام 2011 .

## روابط خارجية
- ماريو بولاتي على موقع الاتحاد الدولي (مؤرشف)  (الإنجليزية)
- ماريو بولاتي على موقع قاعدة بيانات كرة القدم.إي يو (الإنجليزية)
- ماريو بولاتي على موقع ناشيونال فوتبول تيمز (الإنجليزية)
- ماريو بولاتي على موقع Soccerway.com (الإنجليزية)